# Vương quốc Trân bảo
Vương quốc Trân bảo (tiếng Trung: 珍寶王國, tiếng Anh: Jumbo Kingdom) bao gồm Nhà hàng nổi Jumbo (tiếng Trung: 珍寶海鮮舫) và Nhà hàng nổi Tai Pak (tiếng Trung: 太白海鮮舫) gần đó, vốn là những điểm thu hút khách du lịch nổi tiếng ở Aberdeen South Typhoon Shelter, bên trong Aberdeen của Hong Kong Cảng. Trong suốt 44 năm hoạt động, hơn ba mươi triệu du khách đã đến thăm Vương quốc Jumbo, bao gồm Nữ hoàng Elizabeth II, Jimmy Carter, Tom Cruise, Châu Nhuận Phát, và Củng Lợi. Một công ty con, Jumbo Kingdom Manila, cũng hoạt động ở Vịnh Manila, Philippines, nhưng nó đã bị đóng cửa sau tám năm hoạt động. Jumbo Kingdom là một phần của Melco International Development Limited, một công ty được niêm yết trên Sở giao dịch chứng khoán Hồng Kông.
Nó đã tạm ngừng hoạt động vào năm 2020 trong bối cảnh bùng phát virus coronavirus và vào ngày 14 tháng 6 năm 2022 đã được kéo ra khỏi Hồng Kông đến một địa điểm không xác định để chờ một đơn vị điều hành mới. Trong khi được kéo ở Biển Đông, nó gặp thời tiết xấu và bị lật gần quần đảo Hoàng Sa vào ngày 19 tháng 6 năm 2022.